# Neobythites nigriventris
Neobythites nigriventris är en fiskart som beskrevs av Nielsen 2002. Neobythites nigriventris ingår i släktet Neobythites och familjen Ophidiidae. Inga underarter finns listade i Catalogue of Life.